# Вязки (Новгородская область)
Вязки — упразднённая в 2025 году деревня в Поддорском районе Новгородской области России. Входит в состав Селеевского сельского поселения.

## География
Деревня находилась в юго-западной части Новгородской области, в зоне хвойно-широколиственных лесов, на левом берегу реки Редьи, на расстоянии примерно 23 километров (по прямой) к северо-востоку от села Поддорье, административного центра района. Абсолютная высота — 55 метров над уровнем моря.

### Климат
Климат умеренно-континентальный с некоторыми чертами морского. Среднегодовая многолетняя температура воздуха составляет 4,4 °С. Средняя многолетняя температура самого холодного месяца (января) составляет −8 °С (абсолютный минимум — −41 °C); самого тёплого месяца (июля) — 17,4 °C (абсолютный максимум — 35 °C). Безморозный период длится 120—130 дней. Среднегодовое количество атмосферных осадков — 684 мм, из которых большая часть выпадает в тёплый период.

### Часовой пояс
Деревня Вязки, как и вся Новгородская область, находится в часовой зоне МСК (московское время). Смещение применяемого времени относительно UTC составляет +3:00.

## История
Упразднена в 2025 году в связи с утратой им признаков населенного пункта

## Население
| 2010 |
| ---- |
| 0    |